# Смольський Антон Андрійович
Анто́н Андрі́йович Смо́льський (біл. Анто́н Андрэ́евіч Смо́льскі, рос. Анто́н Андрэ́евіч Смо́льскі; 16 грудня 1996, Пісочне, Слобода-Кучинська сільська радаd, Копильський район, Мінська область, Білорусь) — білоруський біатлоніст, бронзовий призер чемпіонатів світу та Європи серед юніорів. Учасник зимових Олімпійських ігор 2018 року.

## Життєпис
Вихованець СДЮСШОР міста Копиля, тренер – Анатолій Сенюк. Неодноразово здобував нагороди на дитячих та юнацьких змаганнях національного рівня.
Починаючи з 2015 року брав участь у міжнародних змаганнях серед юніорів. 2017 року здобув бронзову медаль в гонці переслідування на чемпіонату світу серед юніорів та бронзову медаль в індивідуальній гонці на чемпіонаті Європи серед юніорів. Того ж року на чемпіонаті світу з літнього біатлону серед юніорів завоював бронзу в змішаній естафеті. Ставав призером етапу юніорського Кубка IBU в естафеті.
У сезоні 2016-2017 дебютував у змаганнях серед дорослих на Кубку IBU. Найкращий результат станом на березень 2020 року — 14-те місце в гонці переслідування. Учасник чемпіонату Європи 2018 року, де посів 57-ше місце в спринті.
У змаганнях на Кубок світу дебютував у листопаді 2017 року на етапі в Естерсунді, де в змішаній естафеті посів у складі своєї збірної 11-те місце. Першу особисту гонку провів у грудні 2017 року на етапі в Ансі, посівши 90-те місце у спринті.
Його взяли до складу збірної Білорусії на зимові Олімпійські ігри 2018 року в Пхьончхані, хоча перед тим він провів лише дві особисті гонки в Кубку світу та не набрав жодного очка. На Олімпіаді посів 35-те місце у спринті, 33-тє — в гонці переслідування і восьме - в естафеті. Найкращий результат на чемпіонаті світу 2020 року — 15-те місце в спринті.
Навчається на автотракторному факультеті Білоруського національного технічного університету. Також займається у ШВСМ у Раубичах. Своїм кумиром у біатлоні називає Антона Шипуліна.

## Результати за кар'єру
Усі результати наведено за даними Міжнародного союзу біатлоністів.

### Олімпійські ігри
| Рік            | Інд. гонка | Спринт | Гонка пер. | Масстарт | Естафета | Змішана ес. |
| -------------- | ---------- | ------ | ---------- | -------- | -------- | ----------- |
| Пхьончхан 2018 | —          | 35     | 33         | —        | 8        | —           |
| Пекін 2022     | Срібло     | —      | —          | —        | —        | 6           |

### Чемпіонати світу
| Рік                       | Інд. Гонка | Спринт | Гонка пер. | Мас-старт | Естафета | Змішана ес. | Од. змішана ес. |
| ------------------------- | ---------- | ------ | ---------- | --------- | -------- | ----------- | --------------- |
| Естерсунд 2019            | 58         | 77     | —          | —         | 10       | 13          | —               |
| Антгольц-Антерсельва 2020 | 34         | 15     | 38         | —         | 9        | 12          | —               |
| Поклюка 2021              | 29         | 33     | 34         | —         | 9        | 14          | —               |

### Кубки світу
| Сезон     | Інд. гонка | Інд. гонка | Спринт | Спринт | Гонка пер. | Гонка пер. | Мас-старт | Мас-старт | Заг. залік | Заг. залік |
| Сезон     | Очки       | Місце      | Очки   | Місце  | Очки       | Місце      | Очки      | Місце     | Очки       | Місце      |
| --------- | ---------- | ---------- | ------ | ------ | ---------- | ---------- | --------- | --------- | ---------- | ---------- |
| 2018-2019 | -          |            | 15     | 70     | -          |            |           |           | 15         | 87         |
| 2019-2020 | 13         | 53         | 90     | 27     | 30         | 42         |           |           | 133        | 36         |
| 2020-2021 | 35         | 32         | 113    | 25     | 69         | 30         | 22        | 35        | 264        | 26         |